# 湾華駅
湾華駅（わんかえき）は、中華人民共和国広東省仏山市禅城区魁奇二路と文華路の交差点に位置する仏山地下鉄2号線と3号線の駅。

## 歴史
- 2021年12月28日：2号線の駅として開業[1]。
- 2022年12月28日：3号線の駅が開業し、乗換駅となる[2]。

## 駅構造
2号線は上下線を相対式ホーム上下各1面と島式ホーム1面で挟み込む特殊な配置となっている。島式ホームが乗車専用、相対式ホームは降車専用として運用されている。
また、3号線は島式ホーム1面2線の地下駅となっている。

### のりば
| 番線                   | 路線    | 行先                     | 備考     |
| ---------------------- | ------- | ------------------------ | -------- |
| 2号線ホーム（地下3階） |         |                          |          |
| 4                      | ■ 2号線 | 南荘方面                 | 降車専用 |
| 2                      | ■ 2号線 | 南荘方面                 | 乗車専用 |
| 1                      | ■ 2号線 | 広州南駅方面             | 乗車専用 |
| 3                      | ■ 2号線 | 広州南駅方面             | 降車専用 |
| 3号線ホーム（地下2階） |         |                          |          |
| 5                      | ■ 3号線 | 中山公園方面             |          |
| 6                      | ■ 3号線 | 北滘西駅・順徳学院駅方面 |          |

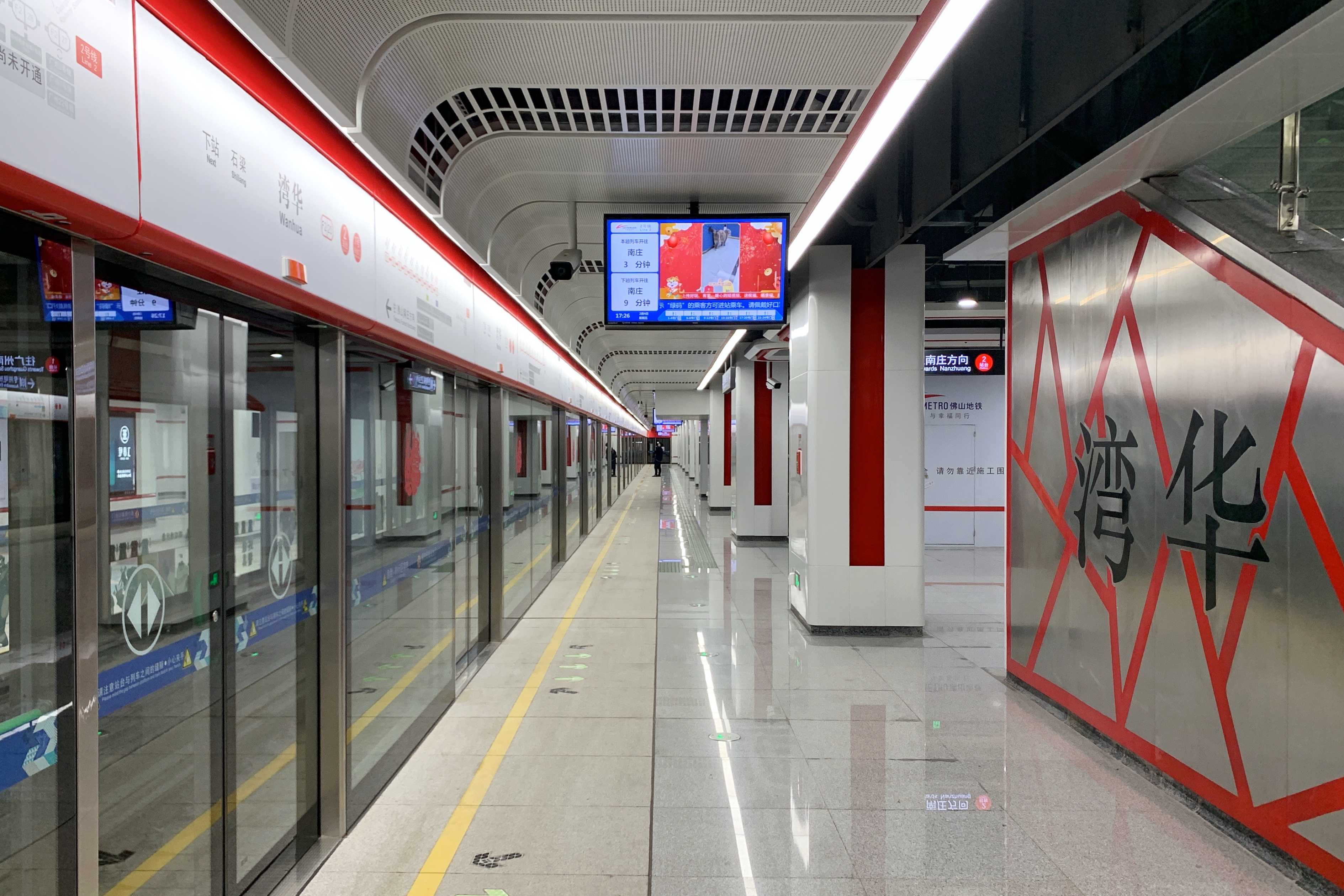
2号線2番線ホーム
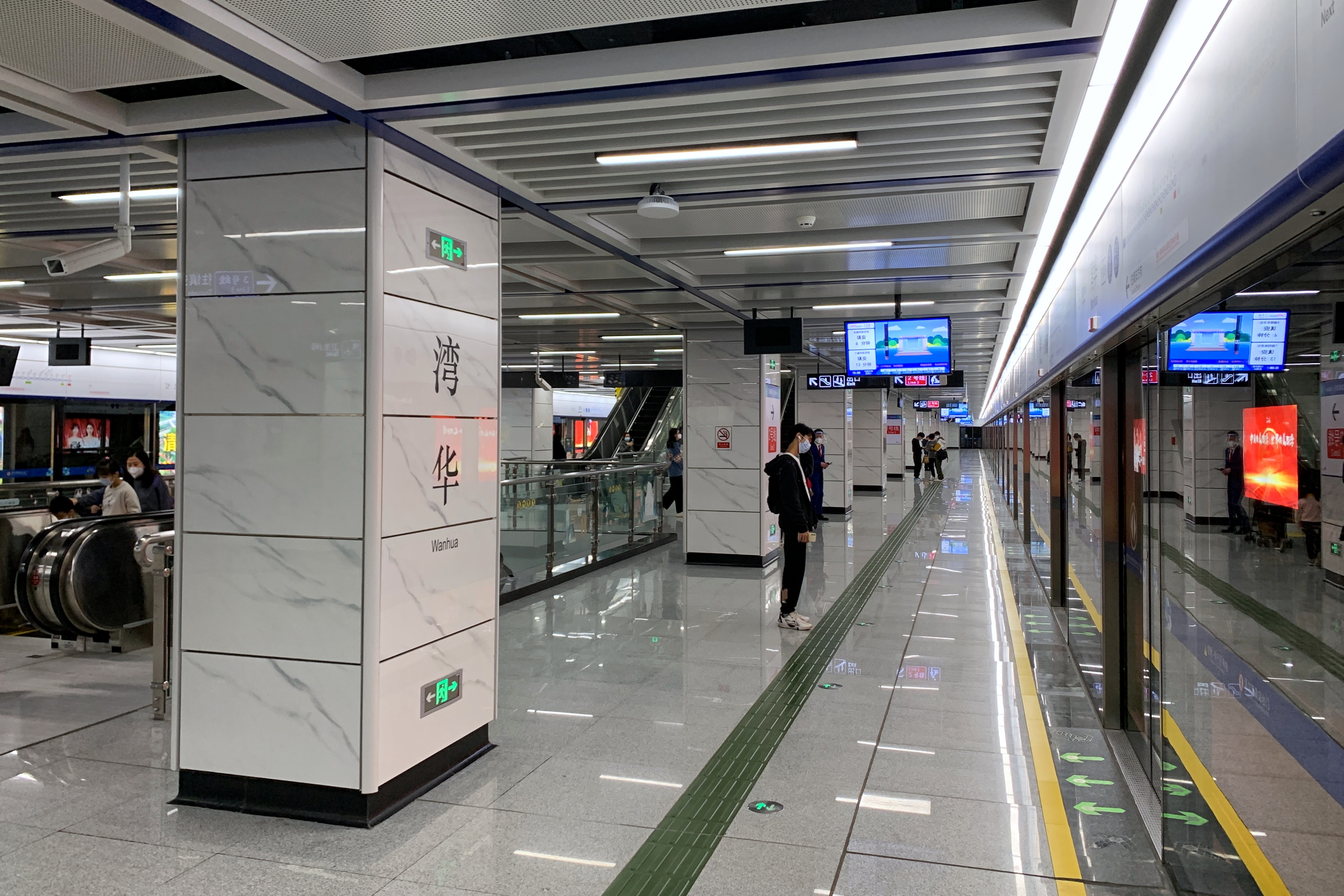
3号線ホーム
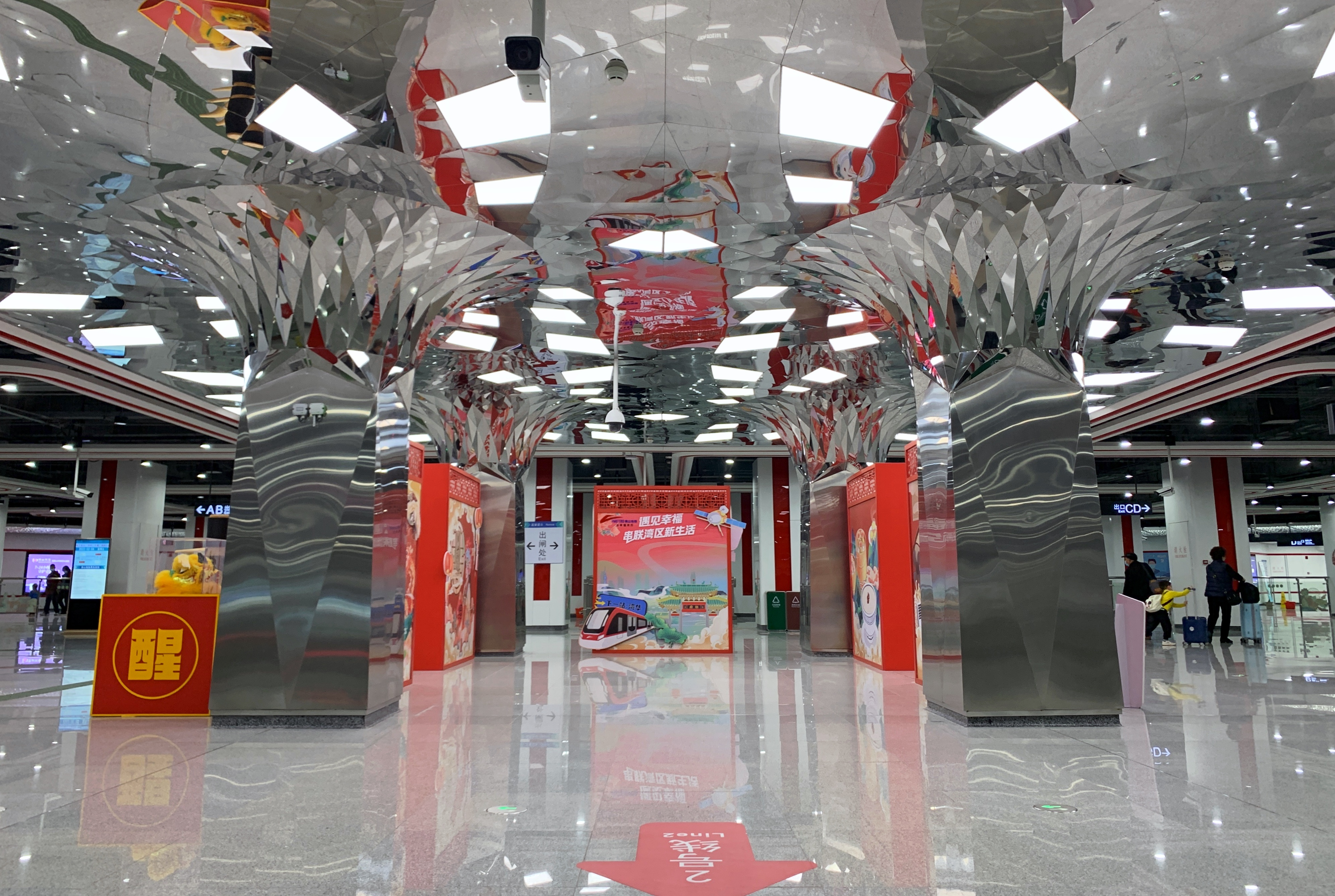
コンコース
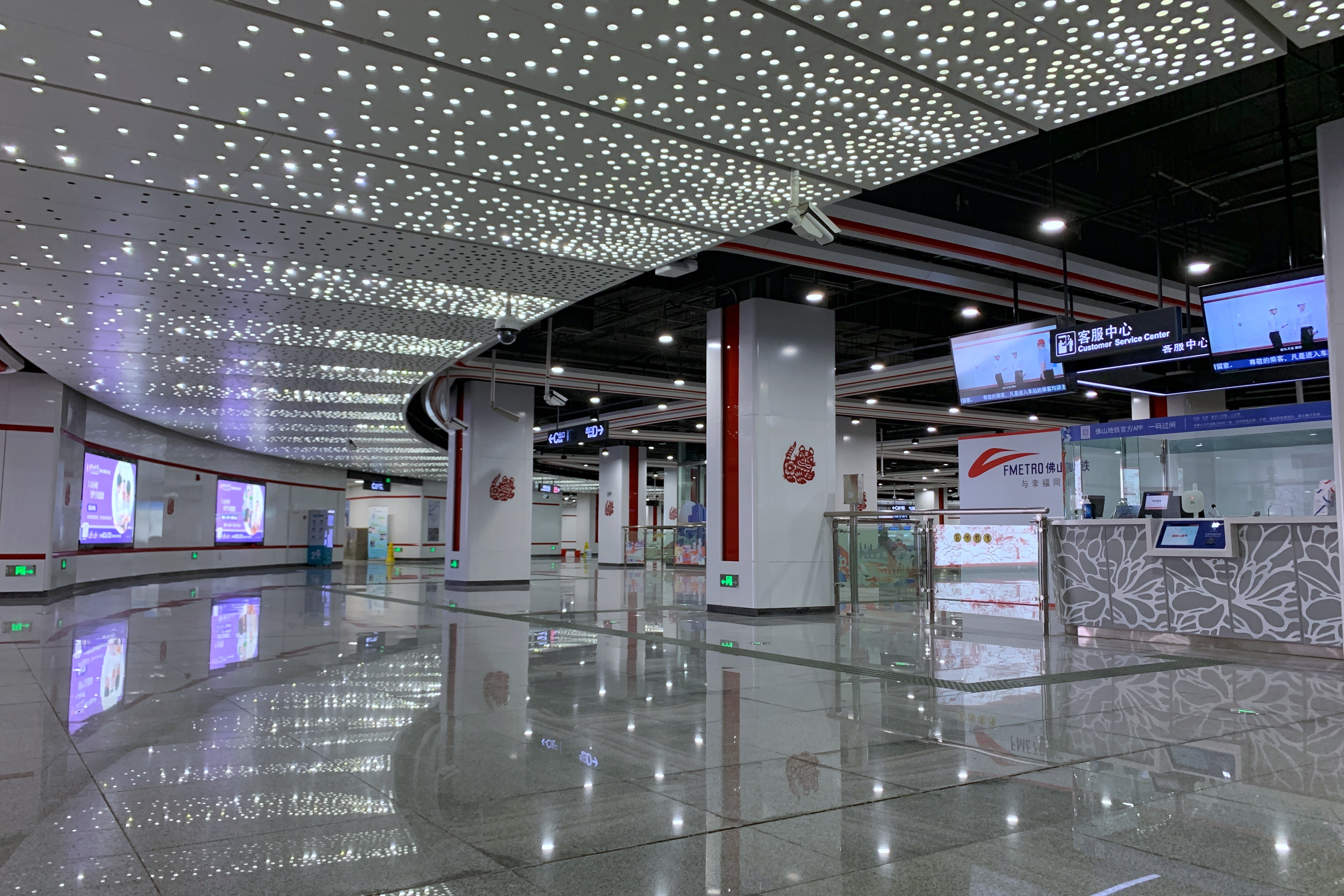
コンコース

## 駅周辺
- 仏山天虹購物中心
- 麗景花園
- 中海・文華熙岸
- 仏山地下鉄ビル
- 湾華村
  - 湾華公園

## 隣の駅
■ 2号線
石梁駅 F219 - 湾華駅 F220 - 登洲駅 F221
■ 3号線
東平駅 F319 - 湾華駅 F320 - 亜芸公園駅 F321